# 舍帕里夫齊
48°33′49″N 24°57′23″E / 48.56361°N 24.95639°E
舍帕里夫齊（烏克蘭語：Шепарівці），是烏克蘭的村落，位於該國西部伊萬諾-弗蘭科夫斯克州，由科洛梅亞區負責管轄，始建於1536年，面積9.69平方公里，2022年人口1,373，人口密度每平方公里158.6人。
kolrada （页面存档备份，存于）